# Tchibo
Tchibo — німецька компанія, відома завдяки виробництву однойменної кави, одягу, побутової техніки і предметів побуту. Також займається туристичною і страховою діяльністю. Щотижня компанія складає рейтинг найпопулярніших продуктів своєї марки.
Гаслом компанії є вираз «Кожен тиждень — новий світ» (нім. Jede Woche eine neue Welt);. Tchibo також володіє мережею кав'ярень і ресторанів (більш ніж тисяча закладів у Німеччині). Заснована в 1949 році, головний офіс компанії розташований у Гамбурзі. 
Кави марки «Tchibo» продається не тільки в Німеччині, але і в таких країнах, як США, Велика Британія, Росія, Україна, Польща, Угорщина, Туреччина, Румунія, Ізраїль та Йорданія.

## Структура
Холдинг-компанія «Tchibo» (з 2007 року має назву Maxingvest AG) належить родині Ґерц, найбагатшій династії бізнесменів Німеччини. Сім'я володіє повним пакетом акцій Tchibo GmbH, сама холдинг-компанія є відомим продавцем продукції компанії Beiersdorf. 2002 року «Tchibo» володіла 850 магазинами і 22 тисячами фірмових відділів у продуктових магазинах і супермаркетах, які називаються Frische-Depots і де продаються непродовольчі товари.

## Історія

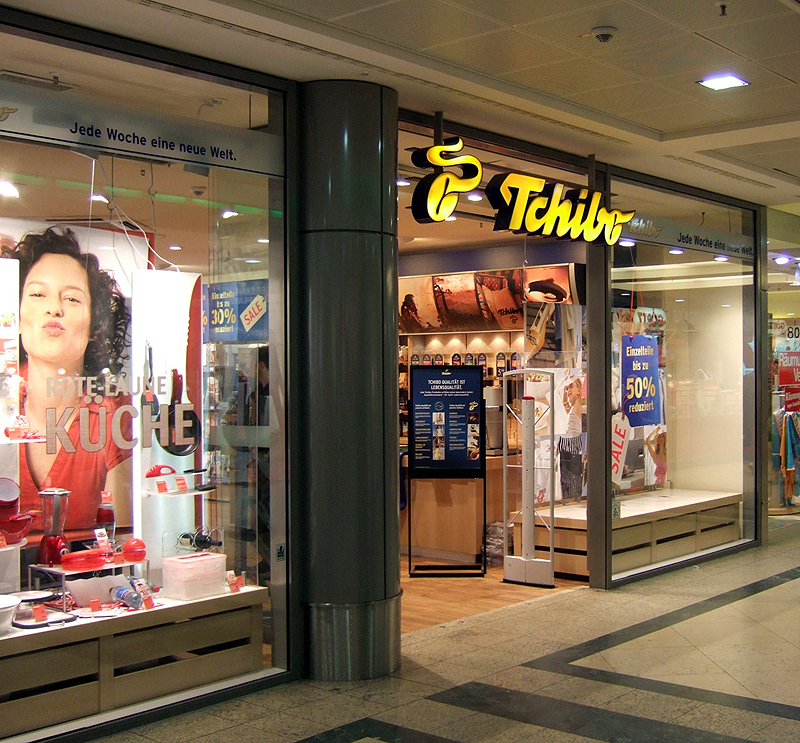
Магазин в Дармштадті

«Tchibo» була заснована в 1949 році в Гамбурзі Карлом Чиллінгіряном (нім. Tchilling) і Максом Герцом. Основний офіс компанії розташовується з моменту її заснування на півночі міста. Назва «Tchibo» створено з прізвища Чиллінгірян (нім. Tchilling) і слова «Bohnen» (з нім. — «Боби»). Протягом перших років «Tchibo» концентрувалася на доставці кавових бобів. У 1977 році компанія уклала договір з іншою компанією «Beiersdorf», ставши розповсюджувачем сигарет марки Reemtsma. У 2002 році права розповсюдження були передані торгової організації Imperial Tobacco за €5,2 мільярда. Після приєднання до «Tchibo» компанії-розповсюджувача «Eduscho» 1997 «Tchibo» став лідером у Німеччині з виробництва кави: близько 20 % продаваного кави були під маркою «Tchibo». У 1990-х роках магазини «Tchibo» стали відкриватися в інших країнах (зараз вони є у Швейцарії, Австрії, Нідерландах, Польщі, Чехії і Туреччини). На початку 2000-х років планувалося відкрити мережу своїх магазинів в США, але ця ідея не знайшла підтримки.
«Tchibo» була власником марки сигарет Davidoff, права на які незабаром були продані британській компанії Imperial Tobacco за €540 мільйонів. У 2006 році права на бренд Davidoff cafe були передані «Tchibo».
У серпні 2022 року, на фоні повномасштабного вторгнення РФ до України, компанія оголосила про продаж російської філії та припинення роботи в РФ.

## Реорганізація ринку
Програма переорієнтації компанії було надано співробітникам компанії «Tchibo» на зустрічі 7 грудня 2007. Під новим слоганом «Посилимо сили до 2010» (нім. Stärken stärken 2010) планувалося провести всі реформи, пов'язані з програмою, до 2010 року, щоб повернути втрачені позиції на ринку кави. У Великій Британії ж незабаром почали закриватися магазини «Tchibo», і незабаром їх число зменшилося в два рази, а кількість директорів-представників «Tchibo» у Великій Британії скоротилася з 11 до 4.
26 листопада 2008 представник компанії «Tchibo» заявив, що незабаром будуть розірвані концесії з компаніями Somerfield і Sainsbury через фінансову кризу в Британії. Підсумки роботи компанії були опубліковані у виданні Retail Week ще на початку того ж року (14 лютого). Було підтверджено, що компанія повинна буде покинути британський ринок як можна раніше, і всі її магазини були закриті до кінця жовтня 2009. «Tchibo» зараз просуває свій бренд Davidoff cafe в США.